# ブッカ3世
ブッカ3世（Bukka III, 生年不詳 - 1424年）は、南インドのヴィジャヤナガル王国、サンガマ朝の君主（在位：1422年 - 1424年）。ヴィーラ・ヴィジャヤ・ブッカ（Veera Vijaya Bukka）とも呼ばれる。

## 生涯
1422年に父王デーヴァ・ラーヤ1世の死後、王位を継承したラーマチャンドラ・ラーヤがすぐに死亡したため、その弟であるブッカ3世が息子デーヴァ・ラーヤ2世と共同統治をとることとなった。
1424年、ブッカ3世は死亡し、息子のデーヴァ・ラーヤ2世の単独統治となった。ただ、イタリア人旅行家ヌーネスはブッカ3世の治世は6年続いたとも記している。